# Centraal-Amerikaanse en Caraïbische Atletiek Associatie
De Centraal-Amerikaanse en Caraïbische Atletiek Associatie (afkorting, Engels: CACAC; Spaans CCCA) is een atletiekfederatie voor nationale en internationale atletiekbonden in Centraal-Amerika en de Caraïben. Het lidmaatschap staat open voor alle nationale atletiekbonden in de regio die lid zijn van de International Association of Athletics Federations (IAAF). Aan organisaties uit andere landen mag een waarnemende status worden toegekend en ze mogen – met toestemming van het congres – deelnemen aan open kampioenschappen. De CACAC werd opgericht in 1967

## Leden
Landen
- Amerikaanse Maagdeneilanden
- Anguilla
- Antigua en Barbuda
- Aruba
- Bahama's
- Barbados
- Belize
- Bermuda
- Britse Maagdeneilanden
- Colombia
- Costa Rica
- Cuba
- Dominica
- Dominicaanse Republiek
- El Salvador
- Grenada
- Guatemala
- Guyana
- Haïti
- Honduras
- Jamaica
- Kaaimaneilanden
- Mexico
- Montserrat
- Nicaragua
- Panama
- Puerto Rico
- Saint Kitts en Nevis
- Saint Lucia
- Saint Vincent en de Grenadines
- Suriname
- Trinidad en Tobago
- Turks- en Caicoseilanden
- Venezuela

Waarnemersstatus
- Curaçao
- Sint Maarten
- Frans Guyana
- Guadeloupe
- Martinique

Voormalig lid
- Nederlandse Antillen